# Bandciklid
Bandciklid (Cichlasoma portalegrense) är en art av fisk som först beskrevs av Reinhold Friedrich Hensel år 1870. Den ingår i släktet Cichlasoma och familjen Cichlidae. Inga underarter finns listade.